# Sarcophaga leechi
Sarcophaga leechi är en tvåvingeart som beskrevs av Zumpt 1967. Sarcophaga leechi ingår i släktet Sarcophaga och familjen köttflugor. Inga underarter finns listade i Catalogue of Life.